# Hugues Panassié

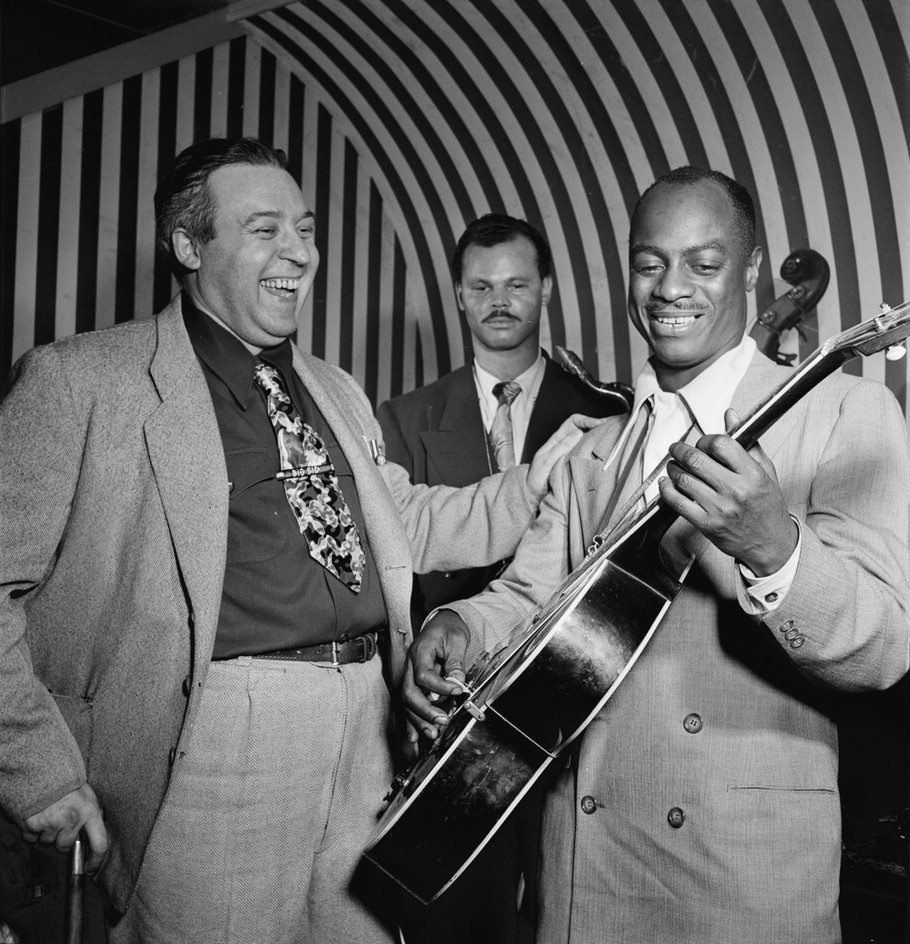
Hugues Panassié (links) mit Tiny Grimes (rechts) in New York City um 1947.
Fotografie von William P. Gottlieb.

Hugues Panassié (* 27. Februar 1912 in Paris, Frankreich; † 8. Dezember 1974 in Montauban, Frankreich) war ein französischer Jazz-Autor, Jazz-Saxophonist und Mitbegründer des Hot Club de France. Er galt in Frankreich als „Jazz-Papst“.

## Leben
Er studierte am College in Villefranche in der französischen Grafschaft Rouergue, musste dies aber 1928 wegen einer Kinderlähmungs-Erkrankung unterbrechen. 
1934 schrieb er eines der ersten auf Befragung der schwarzen Musiker selbst beruhenden Jazz-Bücher Le Jazz Hot, wobei er sich vor allem der Informationen und Verbindungen von Mezz Mezzrow bediente. Davor wurde Jazz in Europa vor allem als Musik (weißer) Tanzorchester verstanden. Es folgten viele weitere Bücher über Jazz (und auch eines über Rugby).
1932 gründete er mit Charles Delaunay den Hot Club de France (in der Rue Chaptal in Paris). Er schrieb für frühe Jazz-Zeitschriften wie La Revue du Jazz, Jazz Tango Dancing und die 1935 von Delaunay gegründete Le Jazz Hot. Ab 1950 gab er einen eigenen Bulletin du Hot Club de France heraus (später unterstützt durch Madeleine Gautier).
Ab 1937 war er im Beirat der amerikanischen Hot Record Society. Er finanzierte und organisierte auch Aufnahmen von Jazzmusikern, wie die legendären Panassié Sessions 1938 mit Mezz Mezzrow, Sidney Bechet, Tommy Ladnier (den er erst nach langem Suchen fand), Sidney De Paris und James P. Johnson. Bechets Musik wurde während der deutschen Besatzung von Widerstandssendern übertragen und förderte dessen Popularität ungemein. Auch während des Krieges bezog er weiter Platten über Portugal. Als ihn einmal ein deutscher Beamter nach einem der Titel fragte – „Tristesse de Saint Louis“ auf dem Cover, innen drin St. Louis Blues von Louis Armstrong – sagte er, es wäre über den armen Ludwig IX. 1938 und 1949 war er zu längeren Aufenthalten in den USA. 
Nach dem Krieg begann er einen Streit mit Delaunay über die nach dem Krieg in Frankreich Erfolge feiernde Musik des Modern Jazz, der er absprach, den Namen Jazz zu verdienen (der Titel eines seiner Bücher lautet denn auch La véritable musique de Jazz, womit er vor allem den New Orleans Stil meinte). Er verschickte sogar eine regelrechte Anklageschrift an die Hot Clubs in Frankreich. Aber auch sonst war er Purist – selbst gegenüber seinem Freund Louis Armstrong klagte er bei einer Gelegenheit, er solle doch bitte „à la Niou“ (New Orleans) spielen. 
1948 gründete er das erste europäische Jazz-Festival in Nizza, wobei Louis Armstrong, Earl Hines, Rex Stewart und Mezz Mezzrow auftraten. 
Ab 1938 wohnte er in Montauban, wo heute zu seinem Andenken Jazz-Festivals stattfinden. Seine Plattensammlung ist als Ganzes erhalten geblieben und befindet sich in der „Médiathèque de Villefranche-de-Rouergue“ im Département Aveyron.

## Werke
- Le Jazz Hot, Éditions Corrêa, 1934, englisch 1936
- Hot Jazz Records, Hrsg. R.C.A. Victor, Camden, New Jersey, 1939
- La Musique de Jazz et le Swing Editions Corrêa, 1943
- Les Rois du Jazz Editions Ch. Grasset, Genf, 1944
- La Véritable musique de Jazz Éditions Robert Laffont, 1946, 1952
- Douze Années de Jazz (1927–1939), Éditions Corrêa, 1946
- Le Rugby, Éditions Les Presses Rapides, 1946.
- Cinq mois a New York (Octobre 1938–Février 1939), Éditions Corrêa, 1947
- Jazz Panorama, Éditions des Deux-Rives, 1950
- Quand Mezzrow enregistre, Éditions Robert Laffont, 1952
- Dictionnaire du Jazz, 1954 (mit Madeleine Gautier), Éditions Robert Laffont, 1954, sowie 1971 Éditions Albin Michel, 3. Auflage 1987
- Petit Guide pour une discothèque de Jazz, Éditions Robert Laffont, 1955
- Discographie critique des meilleurs disques de Jazz, Éditions Robert Laffont, 1958
- Histoire du vrai Jazz, Éditions Robert Laffont, 1959 (deutsch Geschichte des echten Jazz, Bertelsmann 1962)
- La Bataille du Jazz, Éditions Albin Michel, 1965
- Louis Armstrong, Nouvelles Éditions Latines, 1969.
- Monsieur Jazz – Entretiens avec Pierre Casalta (Autobiographie), Éditions Stock, 1975